# O.F. Mossberg & Sons
A O.F. Mossberg & Sons (ou simplesmente Mossberg) é uma fabricante Norte americana de armas de fogo, especializada em escopetas e seus acessórios, mas também miras, pistolas e outras Armas de fogo.

## Origens
Oscar Frederick Mossberg (1866–1937) nasceu em 1 de setembro de 1866, na Suécia, perto da vila de Svanskog em Värmland, e emigrou para os Estados Unidos em 1886. Mossberg foi trabalhar na Iver Johnson Arms & Cycle Works em Fitchburg, Massachusetts. Enquanto esteve na Iver Johnson, Mossberg supervisionou a fabricação de revólveres e espingardas, contribuindo com alguns de seus próprios projetos patenteados, incluindo um mecanismo de travamento da correia superior para o "Iver Johnson safety revolver". Quando Mossberg deixou a Iver Johnson, ele passou a administrar a pequena fábrica da C.S. Shattuck Arms Co., nas proximidades de Hatfield, Massachusetts, que fabricava escopetas de retrocarga de cano simples e duplo. De lá, ele foi trabalhar para a J. Stevens Arms & Tool Co., onde projetou uma pequena pistola de quatro tiros que ele patenteou em seu nome. Trabalhando em um antigo celeiro atrás de sua casa, Mossberg e seus filhos fizeram cerca de 500 dessas pistolas de quatro tiros entre 1907 e 1909.
Em 1914, Mossberg deixou a J. Stevens, mudando-se para New Haven, Connecticut, a fim de trabalhar para a Marlin-Rockwell. Em 1919, quando a Marlin-Rockwell faliu (eles fabricaram principalmente metralhadoras e a Primeira Guerra Mundial acabara de terminar), com isso, o desempregado O.F. Mossberg de 53 anos, e seus dois filhos, Iver e Harold, fundaram uma nova empresa de armas de fogo, a O.F. Mossberg & Sons. Alugando um pequeno loft na State Street, em New Haven, os Mossberg começaram a trabalhar em uma pistola de bolso de calibre 22, de quatro tiros, a Brownie. Comercializada em grande parte para caçadores para uso em sacrifício de animais feridos ou presos em armadilhas, aproximadamente 37.000 pistolas Brownie foram produzidas entre 1920 e 1932.

## Produção de Connecticut
Graças à pistola Brownie, os negócios de armas de fogo dos Mossberg cresceram constantemente e, em 1921, a empresa comprou um prédio na Greene Street, em New Haven, Connecticut. Em 1922, a empresa lançou o primeiro de uma nova linha de rifles Mossberg .22, um repetidor por ação de bombeamento projetado por Arthur E. Savage, filho do proprietário da Savage Arms Corp.
Depois de construir uma terceira fábrica em New Haven, em 1937, Mossberg continuou a produzir armas de fogo simples e econômicas para o mercado civil. O.F. Mossberg morreu em 1937, e os negócios continuaram sob direção de seu filho Harold.
Durante a Segunda Guerra Mundial, a empresa fabricou peças para a metralhadora pesada Browning M2 calibre 50 e para o fuzil Enfield nº 4 sob contrato, bem como para os fuzis de ação de ferrolho de calibre .22 Model 42 e Model 44 dos EUA, que eram usado para treinamento preliminar de armas pequenas para o Exército e a Marinha.
Em 1960, a empresa mudou a produção para uma nova instalação em North Haven, a alguns quilômetros de distância. Ao mesmo tempo, a fábrica empregava centenas de trabalhadores qualificados, muitos dos quais haviam trabalhado anteriormente em outros fabricantes conhecidos de armas de fogo, como a Colt's Manufacturing Company, Marlin Firearms, Smith & Wesson e Winchester. A O.F. Mossberg & Sons continua sendo uma empresa familiar até hoje e é o mais antigo fabricante de armas de propriedade familiar da América.
Hoje, enquanto a sede corporativa ainda está em North Haven, a empresa transferiu quase toda a produção de armas de fogo para suas instalações em Eagle Pass, Texas, em resposta à nova legislação sobre armas de fogo, e reduziu sua força de trabalho em North Haven.

## Produtos
| - Mossberg 100ATR - Mossberg 183 - Mossberg 464 - Mossberg 702 Plinkster - Mossberg 715T - Mossberg Modern Rifle (MMR) | - Mossberg 185 - Mossberg 500 - Mossberg 930 - Mossberg 940 JM Pro - Mossberg 9200 series - Mossberg Maverick - New Haven 600 | - Mossberg Brownie - Mossberg MC1sc - Mossberg MC2c |